# B57 (Kernwaffe)

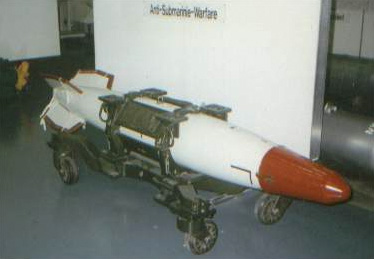
Eine B57-Kernwaffe

Die B57 war eine taktische, nukleare Waffe der USA während des Kalten Krieges.
Die B57 entstand aufgrund einer Forderung der United States Navy und dem United States Marine Corps. Die Produktion wurde 1963 mit der Bezeichnung Mk 57 aufgenommen. Die Bombe war dazu ausgelegt, aus großen Höhen aus taktischen Kampfflugzeugen abgeworfen zu werden. Sie hatte einen stromlinienförmigen Körper, der den Flug mit Überschallgeschwindigkeit des Trägerflugzeuges ermöglichte.
Einige Varianten der B57 waren mit einem Bremsschirm aus Kevlar versehen, um den Fall zu verlangsamen, dem Flugzeug ein Entkommen zu ermöglichen oder um die Bombe aus niedrigen Höhen (15 m) auf den Boden abzulegen (Laydown Delivery). Es gab eine Vielzahl von Zündern, die eine Detonation in der Luft oder beim Aufschlag auf den Boden ermöglichten. Speziell für die B57 gab es hydrostatische Zünder, womit die Bombe gegen U-Boote eingesetzt werden konnte.
Die B57 wurde in sechs verschiedenen Varianten sog. Mods (model) produziert. Die Sprengkraft der einzelnen Typen war etwa:
- Mod 0: 5 kT
- Mod 1, Mod 2: 10 kT
- Mod 3, Mod 4: 15 KT
- Mod 5: 20 kT

Die mit dem hydrostatischen Zünder versehene Variante der U.S. Navy ersetzte das alte Bombenmodell Mk 101 Lulu. Die zur Zerstörung von U-Booten geplante Variante hatte eine Sprengkraft von 10 kt TNT.
Das Konstruktionsprinzip des Fissionssprengsatzes war ein verbessertes Tsetse Primary Design.
Die B57 wurde von 1963 bis 1967 produziert. Nach 1968 wurde der Name von Mk 57 nach B57 geändert. Insgesamt wurden rund 3100 Einheiten produziert. Die letzten Bomben wurden im Juni 1993 außer Dienst gestellt.

## Trägersysteme
Die B57 konnte, wie auch die B43, von allen gängigen Flugzeugen der USAF, USN und des USMC abgeworfen werden. Die folgende Liste ist eine Zusammenstellung von Flugzeugen, die nachweislich als Träger vorgesehen waren:
- S-3 Viking
- P-3 Orion
- Lockheed F-104
- E.E. Canberra / Martin B-57
- Sikorsky SH-3 „Sea King“ (Model S-61)
- BAe Nimrod

Weiterhin konnte die Bombe im Einsatz gegen getauchte U-Boote von Hubschraubern der U.S. Navy wie dem SH-3 Sea King abgeworfen werden.
Die B57 wurde auch der Royal Canadian Air Force innerhalb der durch die NATO vereinbarte nukleare Teilhabe an Standorten in Deutschland zur Verfügung gestellt, als Träger diente die Canadair CF-104. Auch die Royal Air Force (RAF) hätte im Ernstfall Zugriff auf B57 gehabt, welche durch die USA auf Stützpunkten in St. Mawgan und Kinloss Großbritannien sowie auf der Basis Luqa, Malta stationiert waren. Als Träger waren RAF-Flugzeuge des Typs Nimrod vorgesehen.

## Technische Daten
- Länge: 3 m (9 ft 10 in)
- Durchmesser: 37,5 cm (14,75 in)
- Masse: ca. 227 kg (500 lb)
- Bremsfallschirm: 3,8 m (12,5 ft) / Kevlar